# Армстронг, Ролло
Роуланд Константин О'Молли Армстронг (англ. Rowland Constantine O'Malley Armstrong, род. 8 мая 1966 года) ― британский музыкальный продюсер и мультиинструменталист. Он является членом дуэта Rollo & Sister Bliss и одним из основателей электронной музыкальной группы Faithless. Он делал ремиксы треков для Pet Shop Boys,Simply Red, R. Kelly, U2, Moby, Grace, Tricky и Suede.

## Юность
Армстронг родился в семье ирландского издателя и франко-английской поэтессы. Его младшая сестра ― певица Дайдо, чьи альбомы No Angel, Life for Rent, Safe Trip Home и Still on My Mind он помогал писать и продюсировать. Армстронг учился в Йоркском университете и был активным членом студенческой радиостанции УРИ.

## Карьера
Армстронг участвовал в большом количестве музыкальных проектов, как в группах, так и соло, используя различные псевдонимы, в том числе Faithless, Rollo Goes..., Our Tribe и Dusted.
В конце 1991 года Ролло основал лейбл Cheeky Records, выпустив два сингла, затем лейбл закрылся. В 1992 году Champion Records вмешалась, чтобы помочь с финансированием и советами, и лейбл был перезапущен, с благоговением выпустив свой первый альбом Faithless. В 1992 году Ролло стал соавтором и сопродюсером хитового сингла Феликса «Don't You Want Me», который достиг 1-го места в Финляндии, Италии, Испании и Швейцарии, а также 6-го места в UK Singles Chart.
В США Ролло известен своей продюсерской работой над альбомами Дайдо, а также дебютным альбомом певицы и автора песен Kristine W.
Он сочинил официальную мелодию Чемпионата Европы по футболу 2008 и Чемпионата Европы по футболу 2012. Он был номинирован на премию Оскар в категории Лучшая оригинальная песня за свою работу над песней «If I Rise».
В октябре 2019 года Ролло выпустил свой альбом The Last Summer под псевдонимом R Plus. Он занял 96-е место в UK Album Sales Chart и 55-е место в  UK Album Download Chart.

## Дискография

### Альбомы
- 2000 When We Were Young, as Dusted (with Mark Bates)
- 2005 Safe From Harm (re-release of When We Were Young), as Dusted (with Mark Bates)
- 2005 Instrumentals, as Dusted (with Mark Bates)
- 2019 The Last Summer, as R Plus (with Dido and Sister Bliss) (charted at #96 on the UK Album Sales Chart in October 2019)

### Синглы
Dusted
all produced with Mark Bates
- 1997 "Deeper River" (with Pauline Taylor)
- 2000 "Always Remember To Respect And Honour Your Mother"
- 2000 "Childhood/Want You"
- 2001 "Under The Sun"

Rollo & Rob D productions
all produced with Rob Dougan
- 1993 "I Believe In You", as Our Tribe (with Colette)
- 1994 "Love Come Home", as Our Tribe (with Frankie Pharaoh and Kristine W)
- 1994 "High", as O.T. Tunes
- 1994 "Hold That Sucker Down", as The O.T. Quartet (with Colette)
- 1995 "Hold That Sucker Down '95", as The O.T. Quartet (with Colette)
- 1995 "High As A Kite", as One Tribe (with Roger)
- 1995 "What Hope Have I", as Sphynx (with Sabrina Johnston)
- 2000 "Hold That Sucker Down 2000", as The O.T. Quartet (with Colette)
- 2005 "Hold That Sucker Down 2005", as The O.T. Quartet (with Colette)
- 2007 "What Hope Have I (Remixes)", as Sphynx (with Sabrina Johnston)

Rollo Goes...
- 1993 "Get Off Your High Horse", as Rollo Goes Camping (with Sister Bliss and Colette) – UK #43[9]
- 1995 "Love, Love, Here I Come", as Rollo Goes Mystic (with Sister Bliss and Pauline Taylor) - UK #32[9]
- 1996 "Let This Be A Prayer", as Rollo Goes Spiritual (with Sister Bliss and Pauline Taylor)- UK #26[9]
- 1997 "Love, Love, Here I Come '97", as Rollo Goes Mystic (with Sister Bliss and Pauline Taylor)

Other aliases
- 1992 "Hypnotized", as High On Love (with Chris Rushby)
- 1992 "A Million Ways", as Stoned Democracy (with Chris Rushby)
- 1993 "In My World", as High On Love (with Chris Rushby)
- 1993 "Close (Like An Overdose)", as Stoned Democracy (with Chris Rushby)
- 1994 "Give Me Life", as Mr. V (with Rob Villiers)
- 1996 "Help Me Make It", as Huff & Puff (with Ben Langmaid and Sister Bliss)
- 2000 "Born Again", as Huff & Puff (with Ben Langmaid)

R Plus
- 2019 "Summer Dress" (featuring Dido)
- 2019 "Those Were the Days" (featuring Dido)
- 2019 "My Boy" (featuring Dido, Meduza)
- 2020 "Together" (featuring Dido)
- 2020 "Cards" (featuring Dido, Kidnap)
- 2021 "Love Will Tear Us Apart" (featuring Amelia Fox)
- 2021 "Hey Lover" (featuring Amelia Fox)
- 2021 "Hold On To Your Heart" (featuring Amelia Fox)

Продюсирование синглов
- 1992 Felix – "Don't You Want Me" (with Red Jerry)
- 1992 Felix – "It Will Make Me Crazy"
- 1992 Frankë – "Understand This Groove" (with Rob Dougan)
- 1993 Frankë – "We're On A Mission"
- 1993 U.S.U.R.A. – "Tear It Up"
- 1994 Sister Bliss – "Cantgetaman, Cantgetajob (Life's A Bitch!)" (with Colette)
- 1994 Kristine W – "Feel What You Want" (with Rob Dougan)
- 1995 Kristine W – "One More Try" (with Rob Dougan)
- 1995 Kristine W – "Don't Wanna Think" (with Rob Dougan)
- 1995 Sister Bliss – "Oh! What A World" (with Colette)
- 1995 Sunscreem – "Exodus" (Tuff Mix)
- 1996 Kristine W – "Land Of The Living" (with Rob Dougan)
- 1996 Sister Bliss – "Bad Man" (with Junkdog Howler)
- 1996 Pauline Taylor – "Constantly Waiting" (with Sister Bliss and Matt Benbrook)
- 1998 Pauline Taylor – "The Letter" (with Matt Benbrook)
- 2000 Shawn Christopher – "So Wrong" (with Rob Dougan)
- 2000 Sister Bliss feat. John Martyn – "Deliver Me"
- 2000 Sister Bliss – "Sister Sister"
- 2001 Dido – "Thank You"
- 2003 Dido – "White Flag"
- 2003 Dido - "Life For Rent"
- 2004 Dido - "Don't Leave Home"
- 2004 Dido – "Sand In My Shoes"
- 2007 Kristine W – "Sweet Mercy Me" (with Rob Dougan)
- 2008 Dido - "Don't Believe In Love"
- 2009 Dido - "Quiet Times"
- 2013 Dido - "No Freedom"
- 2013 Dido - "End Of Night"
- 2019 Dido - "Take You Home"
- 2019 Dido - "Just Because"

Продюсирование альбомов
- 1996 Kristine W – Land Of The Living (with Rob Dougan)
- 1998 Pauline Taylor – Pauline Taylor
- 1999 Pet Shop Boys – Nightlife
- 2000 Dido – No Angel
- 2003 Dido – Life For Rent
- 2003 P*Nut – Sweet As
- 2005 Enigma – The Dusted Variations
- 2008 Dido - Safe Trip Home
- 2013 Dido - Girl Who Got Away
- 2019 Shey Baba - Requiem
- 2019 Dido - Still On My Mind